# Lars Magnus Klase
Lars Magnus Klase, född 1722, död 1766 i största elände på Stockholms lasarett, efter en på grund av ostadigt sinnelag växlande levnad. Klase var respondent på den första av Linné såsom professor utgivna disputationen (De Betula nana, 1743). Klase var under en tid provinsialläkare i Jönköping.